# Gemeindezentrum am Buschgraben

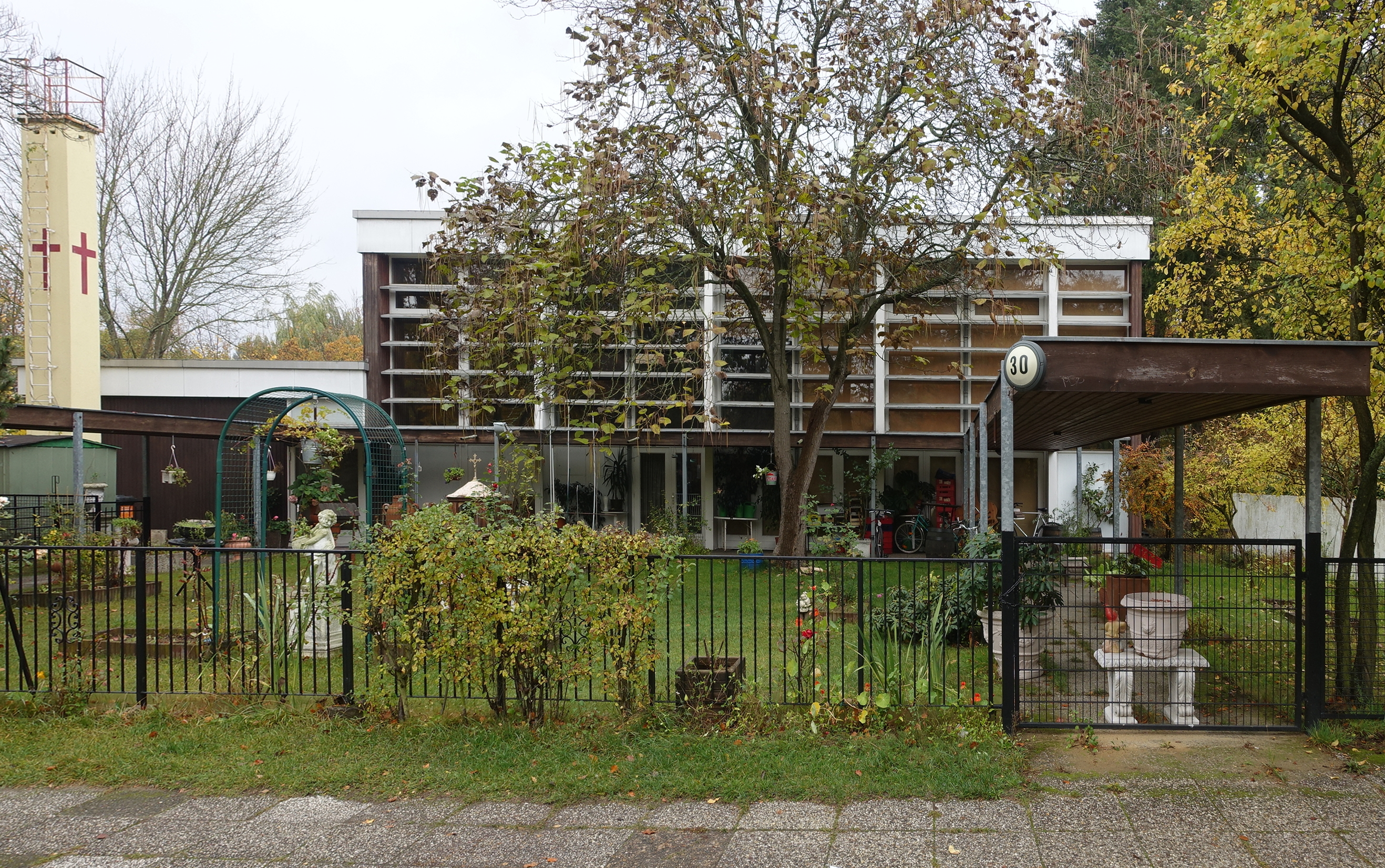
Gemeindezentrum am Buschgraben

Das ehemalige evangelische Gemeindezentrum am Buschgraben stand an der Ludwigsfelder Straße 30 im Berliner Ortsteil Zehlendorf des Bezirks Steglitz-Zehlendorf.

## Geschichte
Das Gemeindezentrum wurde 1965 von Ewald Bubner als Filiale der Kirche zur Heimat errichtet. Aufgrund des lebhaften Wohnungsbaus erfolgte zum 1. Juli 1972 die Bildung einer selbstständigen Kirchengemeinde. Seit dem Jahr 2000 ist sie mit der Gemeinde der Kirche Schönow vereint. Nur dort finden noch evangelische Gottesdienste statt. Danach nutzte die Berliner Orthodoxe Kirchengemeinde St. Georgios des Patriarchats von Antiochien das Gemeindezentrum. Der Abriss des Gebäudekomplexes erfolgte im Frühjahr 2019. Am Standort Ludwigsfelder Straße 30 ist nunmehr ein Schulneubau geplant. Der angrenzende Naturgarten soll erhalten bleiben.

## Baubeschreibung
Der Architekt vermied jegliche Zeichen der Sakralität. Wegen der räumlichen Neutralität konnte der Gemeindesaal, der weder durch eine Achse noch durch ein Zentrum bestimmt ist, nicht nur für Gottesdienste benutzt werden, sondern auch für rein profane Veranstaltungen, wie für Gymnastik und Ausstellungen. Dies wurde durch die flexible Aufstellung der Prinzipalien und der Bestuhlung ermöglicht. An den hohen Gemeindesaal schlossen sich im Westen und im Norden eingeschossige Anbauten an, die 1976 erweitert wurden. Sie enthielten einen Clubraum, das Gemeindebüro, Jugendräume und zwei Wohnungen.
Die Baukörper des in der Höhe gestaffelten Gebäudekomplexes bestand aus vorgefertigten, geschosshohen Wandelelementen. Bedeckt waren sie mit vorgefertigten Flachdächern. Die Wände hatten entweder eine Holzfassade oder eine Glasfassade. Im Inneren wurde ebenfalls viel Holz verwendet. Zwei gedeckte offene Gänge führen zur Glasfassade der Südwand des von der Straße zurückliegenden Gemeindesaals. Zur Abschirmung vor direkter Sonneneinstrahlung waren sie mit feststehenden Außenjalousien versehen. Zusätzliches Tageslicht fiel in den Gemeindesaal durch niedrige Obergaden an der Nordwand.